# 白雪火绒草
白雪火绒草（学名：Leontopodium niveum）是菊科火绒草属的植物，是中国的特有植物。分布于中国大陆的四川等地，生长于海拔1,800米至1,900米的地区，常生于低山向阳干燥坡地，目前尚未由人工引种栽培。